# Viracochiella algarvensis
Viracochiella algarvensis är en kvalsterart som först beskrevs av Subías och Gil-Martín 1990.  Viracochiella algarvensis ingår i släktet Viracochiella och familjen Ceratozetidae. Inga underarter finns listade i Catalogue of Life.